# Mirobaeoides tasmanicus
Mirobaeoides tasmanicus är en stekelart som beskrevs av Alan Parkhurst Dodd 1914. Mirobaeoides tasmanicus ingår i släktet Mirobaeoides och familjen Scelionidae. Inga underarter finns listade i Catalogue of Life.